# Кузьмин, Павел Васильевич (прокурор)
Павел Васильевич Кузьмин (бел. Павел Васільевіч Кузьмін; 1899, Орск, Оренбургская губерния, Российская империя — не ранее 1950) — белорусский советский партийный и государственный деятель. юрист. Народный комиссар юстиции Белорусской ССР (1933—1936). Генеральный прокурор Белорусской ССР (1933—1936).

## Биография
Сын рабочего. В 1919 году вступил в ряды Красной Армии.
После окончания Гражданской войны с января по апрель 1923 года работал председателем Главного суда Башкирской Автономной Советской Социалистической Республики.
В 1923—1924 годах обучался на Высших юридических курсах в Москве, после окончания которых был направлен на работу секретарём Белебеевского райкома Оренбургской области. В 1925—1927 годах избирался членом ЦИК Башкирской Автономной Советской Социалистической Республики, членом обкома партии Башкирии.
В 1930 году окончил факультет права Института Красной профессуры в Москве, занимался научной работой.
В 1933—1936 годах был Народным комиссаром юстиции Белорусской ССР, одновременно — Генеральным прокурором Белорусской ССР.
Позже отозван в распоряжение Прокуратуры СССР, где продолжил трудовую деятельность в качестве прокурора следственного отдела.
В августе 1937 года уволен из органов прокуратуры без указания мотивов, после чего работал слесарем завода № 14 в Москве. В том же году исключен из партии за отсутствие борьбы с вредителями.
В 1938 году был арестован органами НКВД. В 1939 году осуждён за участие в контрреволюционной организации. Приговорён к 8 годам исправительно-трудовых лагерей. Отбыв наказание решением особого собрания МВД СССР 24 мая 1947 года, снова был приговорен к ссылке в Красноярский край сроком на 5 лет, а затем — колонии за то же «преступление». В 1950 году приговор был отменён, а дело закрыто за отсутствием состава преступления. Дальнейшая судьба неизвестна.
Реабилитирован Верховным Судом СССР 16 апреля 1955 года.